# Stella Tennant
Stella Tennant (ur. 17 grudnia 1970, zm. 22 grudnia 2020) – szkocka modelka, córka Tobiasa Tennanta i lady Emmy Cavendish, córki 11. księcia Devonshire.

## Życiorys
Urodziła się i wychowywała w Szkocji. Naukę odebrała w St Leonards School w St Andrews.
Jej kariera modelki rozpoczęła się, gdy studiowała rzeźbiarstwo w Winchester School of Arts w 1992 roku. Opowieść o tym jak dostała się do świata mody uważana jest za miejską legendę niż za fakt. Podobno Stella wysłała swoje zdjęcia do wysokonakładowego magazynu mody, a jej przyjaciel przedstawił ją dziennikarce magazynu Vogue, Plum Sykes. Niezwykły jak na tamte czasy wygląd modelki (miała kolczyk w nosie), arystokratyczne pochodzenie i nienaganne maniery sprawiły, że Stella Tennant rychło stała się sławna w swoim środowisku, uczestnicząc w sesjach zdjęciowych takich fotografów jak Steven Meisel i Bruce Webber. Jej kariera nabrała rozpędu, jej zdjęcia pojawiły się na okładkach magazynów Vogue (w wydaniach brytyjskim, francuskim i włoskim), Harper’s Bazaar i Numero.
Prezentowała kolekcje takich projektantów i domów mody, jak: Alexander McQueen, Ann Demeulemeester, Anna Molinari, Anna Sui, Antonio Berardi, Badgley Mischka, Blumarine, Calvin Klein, Cerruti 1881, Chanel, Christian Dior, Dolce & Gabbana, Donna Karan, Fendi, Genny, Gianfranco Ferré, Gianni Versace, Givenchy, Gucci, Helmut Lang, Hermès, Iceberg, Isaac Mizrahi, John Galliano, Karl Lagerfeld, Krizia, Lawrence Steele, Marc Jacobs, Martine Sitbon, MaxMara, Michael Kors, Missoni, Miu Miu, Moschino, Philip Treacy, Prada, Richard Tyler, Rifat Ozbek, Sonia Rykiel, Todd Oldham, Valentino, Versus oraz Yōji Yamamoto.
Była związana z domem mody „Chanel” i jedną z ulubionych modelek prezesa domu mody, Karla Lagerfelda. Pojawiała się również w reklamach produktów wielu firm, min. „Calvina Kline’a”, „Hermèsa” czy „Burberry”.
Była żoną nowojorskiego fotografa i miała z nim czwórkę dzieci. Mieszkała w rodzinnej Szkocji. Zmarła w dniu 22 grudnia 2020.